# ابزار وب گوگل
ابزار وب گوگل (به انگلیسی: Google Web Toolkit) یک ابزار برنامه‌نویسی برای توسعه‌دهندگان وب می‌باشد که اجازه ایجاد و نگهداری برنامه‌های نوشته‌شده با زبان جاوااسکریپت را به‌وسیلهٔ زبان جاوارا می‌دهد. به‌غیر از چند کتابخانهٔ محلی، دیگر کدهای جاوا در دیگر پلاتفرم‌ها با فایل‌های ساخت GWT کامپایل خواهد شد. اجازه‌نامهٔ این ابزار، آپاچی نسخهٔ ۲٫۰ می‌باشد.